# Soltenkopf
Soltenkopf, in älterer Schreibweise Am Sültekop, ist eine Ortslage im Norden der bergischen Großstadt Wuppertal.

## Lage und Beschreibung
Die Ortslage liegt im Norden des Wohnquartiers Uellendahl-Ost im Stadtbezirk Uellendahl-Katernberg auf einer Höhe von 291 m ü. NHN an der Straße Westfalenweg. Der Name Soltenkopf ist als eigenständige Bezeichnung für diese Ortslage mehrheitlich nicht mehr im Bewusstsein der Bevölkerung vorhanden, der ursprüngliche Wohnplatz ist in der Wohnbebauung entlang des Westfalenwegs und der Theodor-Heuss-Straße aufgegangen.
Soltenkopf liegt südlich des Westfalenwegs, unmittelbar benachbart ist die Ortslage Am Neuen Sültekop nördlich der Straße. Weitere benachbarte Orte sind die Höfe und Ortslagen Grünenbaum, Am Hartkopfshäuschen, Webershaus, Neuenbaum, Am Neuen Haus und In den Siepen.

## Geschichte
Im 19. Jahrhundert gehörte Soltenkopf zur Uellendahler Rotte der Oberbürgermeisterei Elberfeld. Der Ort lag damals direkt an der Grenze der Oberbürgermeisterei zur Bauerschaft Dönberg in der Bürgermeisterei Hardenberg, die 1935 in Neviges umbenannt wurde. 
Der Ort ist auf der Topographischen Aufnahme der Rheinlande von 1824 unbeschriftet und auf der Preußischen Uraufnahme von 1843 als Sültekop eingezeichnet. Auf dem Wuppertaler Stadtplan von 1930 trägt der Ort den Namen Am Sültekop. Auf Messtischblättern, Ausgabe Elberfeld, trägt der Ort in der ersten Hälfte ses 20. Jahrhunderts den Namen Soltenkopf.
1815/16 werden 32 Einwohner gezählt. Der laut der Statistik und Topographie des Regierungsbezirks Düsseldorf 1832 als Kotten kategorisierte Ort wurde als am Sültenkopf bezeichnet und besaß zu dieser Zeit drei Wohnhäuser und drei landwirtschaftliche Gebäude. Zu dieser Zeit lebten 48 Einwohner im Ort, davon einer katholischen und 47 evangelischen Glaubens.
An Soltenkopf verlief ein Kohlenweg von Sprockhövel nach Elberfeld (hier der heutige Westfalenweg) vorbei, auf dem im ausgehenden 18. Jahrhundert und in der ersten Hälfte des 19. Jahrhunderts Steinkohle von den Zechen im südlichen Ruhrgebiet zu den Fabriken im Wuppertal transportiert wurde, das in dieser Zeit das industrielle Herz der Region war.
Durch die nordrhein-westfälische Gebietsreform wurde Dönberg bis auf die nördlichen Außenortschaften, die bei Velbert verblieben, in Wuppertal eingemeindet. Dadurch verlor Soltenkopf endgültig seine Grenzlage.